# Nintendo Network
Nintendo Network (ニンテンドーネットワーク, Nintendō Nettowāku) va ser el servei online de Nintendo que proporcionava funcionalitat en línia per als sistemes Nintendo 3DS i Wii U i els seus jocs compatibles. Anunciat el 26 de gener de 2012 en una conferència d'inversors, és el segon servei online de Nintendo després de Nintendo Wi-Fi Connection. Competia principalment contra PlayStation Network i Xbox Live. Va ser succeït pel programa per subscripció Nintendo Switch Online. Nintendo Network va tancar el 9 d'abril de 2024.

## Història

### Anunci
El 20 de gener de 2012, va revelar-se la caràtula de Theatrhythm Final Fantasy, amb una inèdita fins llavors icona de "Nintendo Network" a la part superior dreta de la caixa. Es va especular que "Nintendo Network" fos un canvi de nom de Nintendo Wi-Fi Connection.
Nintendo va anunciar oficialment Nintendo Network el 26 de gener de 2012, com a un nou sistema de xarxa unificada en oposició a un canvi de marca de Nintendo Wi-Fi Connection. Nintendo va dir que Nintendo Network proveiria la infraestructura per al mode multijugador en línia (a través dels codis d'amic universals sobre la Nintendo 3DS i un sistema de compte d'usuari a la Wii U), SpotPass, i eShop. Durant el Pre-E3 2012 Nintendo Direct Nintendo va aclarir que Nintendo Network seria la base per a la nova xarxa social de Nintendo coneguda com a Miiverse. Es va dir que Nintendo Network proporcionaria la infraestructura de xarxa per a la Nintendo 3DS, per a la Wii U, i per a les futures plataformes de Nintendo.
El president Satoru Iwata de Nintendo va dir: "A diferència de la Nintendo Wi-Fi Connection, que s'ha centrat en les funcionalitats i conceptes específics, el nostre objectiu és establir una plataforma en la qual els diversos serveis disponibles a través de la xarxa per als nostres consumidors estaran connectats a través del servei de xarxa de Nintendo perquè l'empresa pot fer propostes integrals als consumidors."

### Tancament
El 4 d'octubre de 2023, Nintendo va anunciar que discontinuaria el servei Nintendo Network per a la Wii U i la Nintendo 3DS l'abril de 2024, suposant el tancament de les capacitats de joc en línia i SpotPass. El 23 de gener de 2024, es va anunciar específicament la data de 9 d'abril a les 00:00 UTC. Els servidors van acabar tancant a les 02:00 UTC. Alguns serveis en línia, com el Pokémon Bank o alguns jocs de tercers no s'hi van veure afectats pel tancament.
Alguns serveis de Nintendo Network ja van tancar abans. Nintendo TVii a l'Amèrica del Nord va tancar l'11 d'agost de 2015. Miiverse, Wii U Chat i Nintendo TVii al Japó van tancar el 7 de novembre de 2017. La majoria de serveis de vídeo sota demanda oficials ja no són accessibles a la 3DS i a la Wii U, i la Nintendo eShop per a aquests sistemes va tancar el 27 de març de 2023. El contingut prèviament descarregat de la eShop es pot tornar a baixar, de moment. La possibilitat de fusionar saldo vinculat a un Nintendo Network ID a un Compte Nintendo va acabar l'11 de març de 2024.
Després del tancament, els usuaris que seguien connectats al servei podien seguir jugant-hi mentre la consola seguís encesa, alguns arribant a estar-s'hi un mes més des que va tancar el servei i l'últim jugador s'hi va estar tres mesos. Des del tancament, hi ha hagut intents no oficials per part de la comunitat per reviure Nintendo Network, com l'anomenat Pretendo Network, el més conegut. Es pot activar mitjançant custom firmware o fent bypass de SSL a la Wii U.

## Informació de l'usuari

### Nintendo Network ID
Nintendo Network ID és el nom que reben els sistemes de comptes d'usuari per a la Wii U i Nintendo 3DS, que permetien als jugadors accedir a algunes funcions en línia, com la Nintendo eShop i Miiverse. A la 3DS, es van incorporar el 9 de desembre de 2013 amb una actualització, fent que tenir-ne un fos obligatori per a descarregar contingut de l'eShop, i no com abans on les compres estaven lligats a un sol sistema. Un sol Nintendo Network ID pot vincular-se en una consola 3DS i en una consola Wii U alhora, permetent que els fons afegits a partir d'una targeta de crèdit o targeta de prepagament puguin ser utilitzats en les eShop d'ambdós sistemes. Per moure'l a una altra consola 3DS o consola Wii U, cal fer una transferència de sistema, tot i que s'anunciessin plans per permetre el seu ús en més d'un sistema alhora. Els jugadors també podien iniciar sessió a Nintendo Network en altres plataformes, com des de l'antic portal Miiverse mitjançant un navegador d'internet.
Els plans originals de Nintendo preveien que el Nintendo Network ID esdevingués un estàndard de sistema per a futures consoles de Nintendo, així com en aplicacions publicades per Nintendo per a dispositius que no són de Nintendo. No obstant això, el març de 2016, Nintendo va introduir els Nintendo Account per a dispositius aliens a Nintendo, i per a la Nintendo Switch quan va sortir un any més tard, encara que es permetia utilitzar un Nintendo Network ID per crear-ne un, i vincular-lo igualment per poder, per exemple, compartir fons entre la eShop de Wii U i de Nintendo Switch.
L'any 2020, Nintendo va patir una filtració de seguretat, posant en perill més de 300.000 comptes als quals se'ls va resetejar la contrasenya i suggerir que activessin la doble verificació.

### Codis d'amic
Cada sistema 3DS ha de tenir vinculat un codi d'amic per tal que tot el seu programari funcioni. Aquest codi d'amic universal va vinculat a un usuari, a un sistema i a un Nintendo Network ID.

## Jocs
Al Japó, els primers jocs a introduir Nintendo Network oficialment van ser Theatrhythm Final Fantasy i Tekken 3D: Prime Edition, que van sortir el mateix dia en febrer de 2012. El primer joc que oficialment incloïa funcionalitats Nintendo Network fora del Japó va ser Kid Icarus: Uprising, llançat el març de 2012. La majoria dels jocs que es van publicar amb el suport de Nintendo Wi-Fi Connection abans de la posada en marxa de Nintendo Network van ser més tard rebatejats com jocs compatibles Nintendo Network. Nintendo Network va sortir junt amb la Wii U el 2012.
Una característica clau de Nintendo Network és que permetia als usuaris jugar junts a través d'Internet. Els usuaris de la 3DS també podien utilitzar codis d'amic per jugar amb certes persones directament, tot i que jocs com Mario Kart 7 permetien jugar amb gent aleatòria, mitjançant comunitats, sense necessitat d'entrar codis d'amic.
Tant els jocs com el programari del sistema de Nintendo 3DS i de Wii U poden rebre actualitzacions mitjançant Nintendo Network i la Nintendo eShop. Des d'allà també es poden baixar noves aplicacions i jocs. En el cas de la 3DS, l'opció de baixar actualitzacions de jocs no va arribar fins al 25 d'abril de 2012, mentre que amb la Wii U va venir amb el llançament.

## Nintendo eShop

La icona i el logotip més recents de Nintendo eShop.

La Nintendo eShop (ニンテンドーiショップ, Nintendo I-Shoppu) va ser la botiga en línia de Nintendo Network. La eShop permetia als usuaris de Nintendo 3DS i de Wii U poder-hi comprar o descarregar aplicacions, jocs exclusivament digitals (inclosa la Virtual Console, emulant jocs de consoles antigues), jocs també disponibles en format físic i actualitzacions i contingut descarregable addicional per als anteriors. Abans de comprar res, la botiga virtual permet als usuaris veure qualificacions, captures de pantalla i vídeos relatius a aquest tros de programari. Els desenvolupadors també podien alliberar demos gratuïtes o de pagament de jocs digitals i físics a l'eShop, i limitar-los les vegades d'ús. Va arribar a tenir 26 milions d'usuaris.
Els jocs en format físic van anar disponibilitzant-se a la eShop progressivament. El primer va ser New Super Mario Bros. 2 per a Nintendo 3DS, que es va llançar a la Nintendo eShop juntament amb el seu llançament físic a l'agost de 2012. Des de llavors, és habitual que un joc que surti principalment en format físic sortís també digitalment.
Primerament, les compres de la eShop a la 3DS estaven estrictament vinculades a un sistema i no es podien transferir amb altres. Això va canviar el 2013 quan tant la Wii U com la 3DS van rebre el sistema unificat dels Nintendo Network ID, permetent, per exemple, que un usuari d'ambdós sistemes pogués compartir el saldo.
El 16 de febrer de 2022, es va anunciar que la eShop per a la 3DS i la Wii U tancarien el 27 de març de 2023 a les 8:00 EST. La possibilitat d'afegir saldo va retirar-se el 29 d'agost de 2022 a les 12:30 EST. Això va afectar altres jocs que utilitzaven la eShop per a descarregar contingut addicional, com StreetPass Mii Plaza, Nintendo Badge Arcade o New Super Mario Bros. 2. Els usuaris poden tornar a descarregar contingut que ja havien baixat, descarregar actualitzacions o aconseguir temes gratuïts a la botiga de temes de la 3DS. L'aplicació Pokémon Bank va fer-se gratis, suposant que s'havia baixat de la eShop amb anterioritat. La possibilitat d'enviar saldo d'un Nintendo Network ID a un Nintendo Account va acabar l'11 de març de 2024 a les 22:00 PDT.
La Nintendo Switch compta amb la seva pròpia versió de Nintendo eShop, no vinculada a Nintendo Network.

## Miiverse

La icona i el logotip de Miiverse.

Miiverse (acrònim de "Mii" i "universe") va ser una xarxa social per a Wii U i Nintendo 3DS, creada per Nintendo Network Business & Development (NBD) i Hatena.
Miiverse es va anunciar el 3 de juny de 2012 durant una presentació Nintendo Direct pre-E3, i es va disponibilitzar primer per als usuaris de Wii U el dia del seu llançament, i més tard, per a la 3DS el 9 de desembre de 2013. Es va obrir un portal web el 25 d'abril de 2013. El 8 de novembre de 2017, Miiverse va tancar.
Miiverse permetia als jugadors interactuar i compartir les seves experiències a través dels seus propis Miis per mitjà de dibuixos, text, captures de pantalla, i a vegades vídeos del joc. Era compatible amb pràcticament tots els jocs de Wii U i 3DS, ja que la majoria d'ells tenien comunitats dedicades dins la xarxa, i alguns permetien inclús interaccions dins el propi joc. L'usuari podia suspendre qualsevol programari (excepte Super Smash Bros. for Nintendo 3DS en els models de 3DS originals) per accedir a l'aplicatiu dedicat de Miiverse, i se li obria la pàgina de la seva comunitat automàticament.

## Serveis de vídeo

### Nintendo TVii

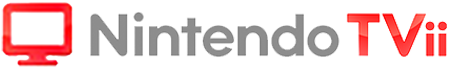
La icona i el logotip de Nintendo TVii.

Nintendo TVii va ser un servei gratuït que permetia als usuaris visionar programes i pel·lícules de proveïdors de contingut de Hulu Plus, Amazon Video o Netflix i de la seva xarxa de cable. Mentre el contingut es mostrava pel televisor, l'usuari podia utilitzar el Wii U GamePad per llegir-ne sinopsis, opinions, imatges, tràilers o altra informació addicional sobre el què estava veient recollida de Viquipèdia, IMDb o Rotten Tomatoes; podia compartir reaccions per xarxes socials com Miiverse, Facebook o Twitter. També hi havia l'opció de controlar el PVR des del programa. Nintendo TVii va ser fet per Nintendo en col·laboració amb i.TV.
El servei només va estar disponible al Japó i a l'Amèrica del Nord, des del desembre de 2012 fins al novembre de 2017 i a l'agost de 2015, respectivament. Tot i que es va anunciar que arribaria a Europa l'any 2013, i que el gener de 2014 Nintendo es disculpés públicament per l'endarreriment, el febrer de 2015 van anunciar oficialment que no arribaria a la regió.
Finalment, el 15 de febrer de 2015, Nintendo va decidir cancel·lar el servei a Europa per problemes de localització i regulació, i substituint-lo per Nintendo Anime Channel per a 3DS.

### Altres
Fora de Nintendo TVii, es va oferir la possibilitat, mitjançant aplicacions a la Nintendo eShop, de poder accedir a contingut d'altres serveis de vídeo a la carta. La resolució estava limitada a les capacitats de la consola; mentre que en la Wii U el màxim eren 1080p, a la 3DS eren 240p. No obstant això, alguns vídeos a la 3DS s'oferien en 3D, o bé podien arribar mitjançant la funcionalitat SpotPass. Els serveis i els continguts disponibles van diferir notablement segons la regió.
- Serveis de pagament
  - Hulu Plus (només EUA), a Wii U i 3DS fins a febrer de 2019
  - Netflix, a Wii U i 3DS fins a juny de 2021[42][43]
  - TiVo, cancel·lat, anunciat pero no va arribar mai a sortir[39]
  - LoveFilm (només a Europa), a Wii U
  - BBC iPlayer (només al Regne Unit), només a Wii U fins a gener de 2017[44]
  - YNN! (al Japó), només a Wii U fins a novembre de 2017[45]
- Serveis gratuïts o de subscripció opcional
  - Amazon Video (només EUA), només a Wii U fins a setembre de 2019[46]
  - YouTube, a 3DS fins a setembre de 2019[47] i a Wii U fins a octubre de 2022[48][49]
  - Nintendo Video, només a 3DS fins a juny de 2015
  - Nintendo Anime Channel (només Europa i Oceania), només a 3DS fins a desembre de 2018
  - Niconico (només Japó), a 3DS fins a març de 2023[50][49] i a Wii U fins a novembre de 2019[51]
  - Crunchyroll (només EUA i Europa), només a Wii U fins a agost de 2022[52][49]
  - SpotPass TV (només Japó), només a 3DS fins a juny de 2012[53]
  - Eurosport (només Europa), només a 3DS fins a desembre de 2012
  - Xous, tràilers, conferències Nintendo Direct i altres vídeos promocionals disponibilitzats a través de la Nintendo eShop, fins a març de 2023 amb el tancament de la botiga
  - Curtmetratges, la majoria oferts en format descarregable oferint animacions de productores com DreamWorks Animation o Aardman Animations, per a la 3DS, alguns d'ells recuperats de Nintendo Video, fins a març de 2023 amb el tancament de la botiga[54]

## Serveis de xat
El servei de xat entre usuaris dins de Nintendo Network va estar cobert pels serveis Wii U Chat i Miiverse per a la Wii U, i en forma d'un aplicatiu de notes a mà en la 3DS.

### Nintendo Letter Box

Logotip nord-americà de Nintendo Letter Box.

Nintendo Letter Box (Correo Nintendo a Espanya, lit. "Correu Nintendo"), conegut com a Swapnote fora d'Europa i Austràlia i com a Itsu no Mani Kōkan Nikki (いつの間に交換日記, lit. "Diari d'intercanvi instantani") al Japó, va ser una aplicació de missatgeria per a la 3DS que va sortir el 22 de desembre de 2011, i es podia descarregar sense cost addicional, i venia preinstal·lada en sistemes més nous. Se la considera la successora del PictoChat per a la família Nintendo DS, si bé aquest es tractava d'una aplicació de missatgeria instantània sense funcionalitats d'internet.
Aquesta aplicació permetia als usuaris compartir missatges en 3D dibuixats a mà entre amics registrats a través de SpotPass o amb desconeguts a través de StreetPass. També permetia crear animacions d'estil foliscopi o afegir-hi fons especials, gastant Play Coins de la 3DS o baixades d'internet via SpotPass, i a partir d'una actualització posterior d'abril de 2013 també podien integrar-s'hi imatges o clips sonors, utilitzar colors diferents, i desfer canvis. La mascota de l'aplicació era una noia anomenada Nikki, que es va fer una mica popular i va acabar protagonitzant un joc exclusivament digital al Japó anomenat Nikki's Travel Quiz.
El 31 d'octubre de 2013, Nintendo va suspendre abruptament la funció de SpotPass després d'un suposat incident al Japó on menors compartien codis d'amic amb anònims que havien explotat el servei de missatgeria per suposadament intercanviar imatges pornogràfiques. Nintendo també va tancar el canal que feia servir per enviar promocions de nous jocs, i es va disculpar per qui feia servir l'aplicació de manera responsable. Per la mateixa raó va tancar el servei Flipnote Gallery: Friends de l'aplicació Flipnote Studio 3D el mateix dia. El desembre de 2020 va sortir una actualització per al programa, anomenada "Swapnote Remastered", que simplement "arreglava alguns problemes", segons el registre de canvis oficial.

### Swapdoodle
Tot i seguir Nintendo Letter Box a la eShop i sense previ avís, el 17 de novembre de 2016 va sortir el seu successor, Swapdoodle, Pasadibujos a Espanya (lit. "Passadibuixos") o イラスト交換日記 (Irasuto Kōkan Nikki, lit. "Diari d'intercanvi il·lustrat"). Recuperava moltes capacitats de l'original exceptuant la possibilitat d'afegir imatges i so o de compartir dibuixos amb StreetPass, però es van afegir noves funcions com lliçons, estampats i pàgines secretes. L'aplicació també es podia expandir mitjançant contingut descarregable amb nous colors de llapis, més capacitat o lliçons. L'aplicació també estava protagonitzada per la Nikki.

### Wii U Chat
Wii U Chat era una solució de xat de vídeo en línia de Nintendo per a la Wii U, impulsada per Nintendo Network. El servei permetia als usuaris utilitzar la càmera frontal del Wii U GamePad per fer videotrucades amb amics registrats, sense necessitat d'utilitzar el televisor que l'únic que feia era replicar la seva imatge. Els usuaris podien fer dibuixos al GamePad durant la trucada. Si l'usuari es trobava en un altre joc o aplicació i hi havia una trucada entrant, el botó HOME del GamePad emetia un llum d'avís. Wii U Chat no admetia multitasca, tot i haver promès en un moment que el tindria. L'aplicació va aparèixer amb l'actualització dia 1 de la consola, i va deixar de funcionar a tot el món el 7 de novembre de 2017.

## Navegador d'Internet
Les aplicacions de navegació d'internet de les consoles 3DS i Wii U fan servir el motor NetFront NX, a diferència dels navegadors que van rebre la Wii, la Nintendo DS i la Nintendo DSi, que van fer servir l'antic motor Presto, d'Opera Software. Atès que es tracta de models discontinuats, tots aquests navegadors actualment es consideren obsolets i poden carregar poques pàgines.

### Nintendo 3DS

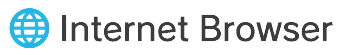
El logotip del navegador per a la 3DS.

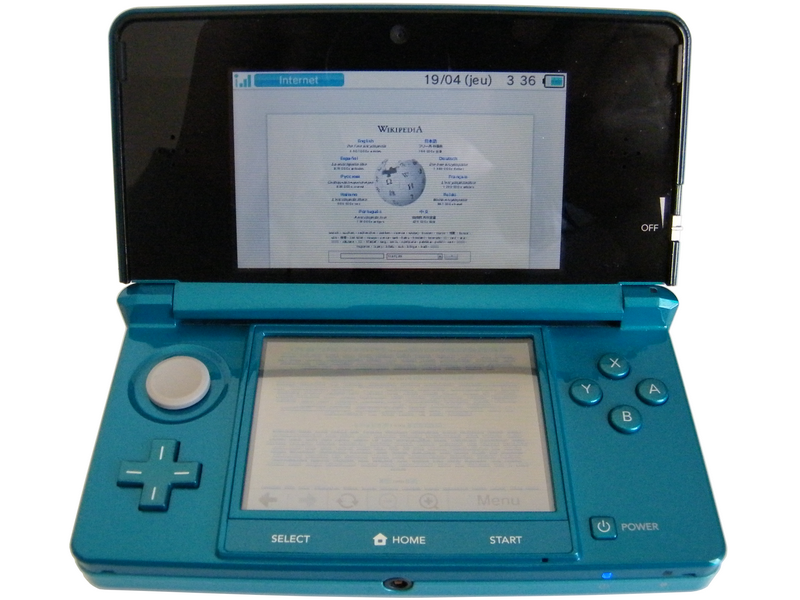
El navegador d'Internet amb la pàgina de la Viquipèdia en una consola.

El navegador de la 3DS va ser llançat a través d'una actualització de firmware que va sortir el 7 de juny de 2011.
El navegador funciona com a una aplicació multitasca; s'hi pot accedir des del menú HOME de la consola tot i tenir una altra aplicació suspesa (exceptuant certs jocs com Super Smash Bros. for Nintendo 3DS). El navegador es controla principalment amb el llapis, però es pot controlar amb el botó lliscant o la creu direccional per desplaçar-se pels vincles de la pàgina. El navegador té compatibilitat limitada amb HTML, CSS, JavaScript i HTML5, però no suporta en absolut Adobe Flash, ni arxius de música i vídeo. També pot mostrar imatges 3D si tenen l'extensió .MPO, i permet desar-les a la seva targeta SD, cosa que també es pot fer amb arxius JPEG en 2D. A més, el navegador suporta la càrrega d'arxius en els formularis, limitant-los a imatges JPEG i MPO a la galeria de fotos de sistema. Permet triar entre els motors de cerca Google i Yahoo!, i crear preferits.
Les consoles New Nintendo 3DS compten amb un navegador que aprofita la CPU i RAM millorades en comparació amb els models originals, inclosa una interfície diferent, pestanyes i la possibilitat de reproduir vídeos basats en HTML5.

### Wii U

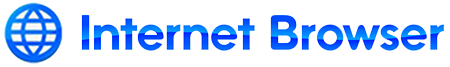
El logotip del navegador per a la Wii U.

El navegador de la Wii U va ser amb una actualització el mateix dia de llançament de la consola. Funciona com una aplicació multitasca, pel que pot ser utilitzat mentre que un altre joc o aplicació es troba suspès. Es controla principalment mitjançant la pantalla tàctil del Wii U GamePad, o amb l'estic analògic per desplaçar-se a través de pàgines web i la creu per desplaçar-se a través d'enllaços de la pàgina.
El mateix navegador és compatible amb elements d'HTML, CSS, JavaScript i HTML5 però no suporta Adobe Flash, vídeo i arxius de música. Pot reproduir vídeo i àudio HTML5 en llocs web com YouTube. Existeix l'opció d'amagar, en el televisor, la imatge del navegador mentre l'usuari navega amb el GamePad. Es poden escollir els motors de cerca de Google i Yahoo!, tenir fins a 6 pestanyes obertes, i crear marcadors personals.

## Programes de lleialtat

### Nintendo Network Premium
Nintendo Network Premium (Deluxe Digital Promotion a Amèrica del Nord) va ser un programa de fidelitat semblant a PlayStation Plus ofert per la PlayStation Network. Va ser anunciat per Satoru Iwata el 13 de setembre de 2012, durant una presentació Nintendo Direct japonesa.
Els consumidors que van comprar una Wii U Premium Pack (Wii U Deluxe Set a Amèrica del Nord, Premium Set al Japó) van rebre una subscripció gratuïta de dos anys a aquest servei que permet als propietaris de Wii U rebre punts per cada compra digital. Tots aquells membres que compraven jocs i aplicacions a través de la Nintendo eShop de Wii U van rebien un deu per cent del preu de nou en forma de Nintendo Points, que posteriorment es podien bescanviar en futures compres tant en la eShop de Wii U com la de la 3DS. 500 punts equivalien a 5 dòlars.
Els membres van poder aconseguir punts per les seves compres fins al 31 de desembre de 2014, i bescanviar-los per targetes eShop fins al 31 de març de 2015. Els codis d'aquestes targetes eren vàlids fins al 30 de juny de 2015.

### Club Nintendo
Club Nintendo va ser un programa de fidelització disponible en regions clau de Nintendo a tot el món on els usuaris hi registraven productes de Nintendo comprats per anar acumulant punts ("estrelles" o "monedes", segons la regió) i aconseguir recompenses. Algunes de les recompenses incloïen fons de pantalla, ítems físics de marxandatge, perifèrics, jocs exclusius o saldo per a botigues virtuals, i variaven en el temps i segons regió. Les persones que vinculaven el seu compte amb l'eShop aconseguien punts automàticament amb cada compra des d'allà. El servei, que va obrir a Europa el 2002 amb el nom Nintendo VIP 24:7, va tancar el setembre de 2015 (juny a Amèrica del Nord) per donar pas a My Nintendo.

### My Nintendo
My Nintendo (マイニンテンドー, Mai Nintendō) és el substitut de My Nintendo, pensat per un servei multiplataforma entre consoles i dispositius intel·ligents, creat en col·laboració amb DeNA, i que va estrenar-se el març de 2016 junt amb la seva primera aplicació per a telèfons, Miitomo. Com a incentiu per animar a nous membres, es va oferir l'aplicació Flipnote Studio 3D a Occident durant un temps limitat de manera gratuïta. Els usuaris poden aconseguir-hi tres tipus de moneda. Els punts daurats es guanyen comprant jocs, i la quantitat rebuda de punts correspon a una petit percentatge del preu del joc. Els punts de platí s'aconsegueixen amb missions com enllaçant el compte de My Nintendo amb el d'altres xarxes o iniciant sessió sovint. Els punts de platí app-cèntrics s'aconsegueixen completant missions en certes aplicacions de Nintendo per a mòbils. Aquests punts es poden bescanviar per descomptes en descàrregues digitals o ítems digitals com temes per al menú HOME de la 3DS, o en recompenses dins d'aquestes aplicacions.